# Mijnwerkersmurf
Mijnwerkersmurf (ook wel Mijnsmurf genoemd) is een Smurf die als beroep mijnwerker heeft. Hij is dan vaker onder de grond dan in het Smurfendorp. Hij komt zowel voor in de stripreeks als de tekenfilmserie. In de stripserie heeft Mijnwerkersmurf grijs jasje. Hij draagt er een metalen helm in de vorm van een Smurfenmuts of een gewone Smurfenmuts met een olielamp erop. In de tekenfilm heeft hij een kaars op zijn hoofd en een grijze handschoen aan. In de Nederlandse tekenfilmversie werd zijn stem eerst gedaan door Bas Westerweel, daarna door Eddy van der Schouw en daarna door Robert Delhez.